# Белтхајм
Белтхајм (њем. Beltheim) општина је у њемачкој савезној држави Рајна-Палатинат. Једно је од 134 општинска средишта округа Рајн-Хунсрик. Према процјени из 2010. у општини је живјело 1.985 становника. Посједује регионалну шифру (AGS) 7140010.

## Географски и демографски подаци
Белтхајм се налази у савезној држави Рајна-Палатинат у округу Рајн-Хунсрик. Општина се налази на надморској висини од 440 метара. Површина општине износи 24,8 km². У самом мјесту је, према процјени из 2010. године, живјело 1.985 становника. Просјечна густина становништва износи 80 становника/km².